# Macrostylophora conjiangensis
Macrostylophora conjiangensis är en loppart som beskrevs av Li Kueichen et Huang Kueiping 1979. Macrostylophora conjiangensis ingår i släktet Macrostylophora och familjen fågelloppor. Inga underarter finns listade i Catalogue of Life.